# Erich Börschel
Erich Börschel (* 8. August 1907 in Kamp am Rhein; † 17. Juli 1988 in Plön) war ein deutscher Komponist und Orchesterleiter der gehobenen Unterhaltungsmusik. Er war bekannt als Komponist des Foxtrotts Spatzenkonzert, zu dem Peter Igelhoff später den Text verfasste, und der Glockenserenade.

## Leben
Börschel war der Sohn des Eisenbahnstationsassistenten Hermann Börschel, der ab 1909 auch als Chorleiter des MGV Braubach wirkte. Erich Börschel studierte in Mainz bei Hans Rosbaud, war zunächst von 1927 bis 1931 Repetitor und Kapellmeister am Stadttheater Mainz und ging dann als Arrangeur und Pianist an den Reichssender Königsberg, wo er im Frühjahr 1933 sein eigenes Tanz- und Unterhaltungsorchester gründete. Im Auftrag der Reichsmusikkammer spielte er mit diesem Klangkörper 1935 die Musik zur Sendung Vom Cakewalk zum Hot, mit der die Zuhörer lernen sollten, wie sich der den Nazis missliebige Jazz anhörte. Das Orchester war 1944 in der Gottbegnadeten-Liste des Reichsministeriums für Volksaufklärung und Propaganda aufgelistet.
In Königsberg blieb er als Orchesterleiter bis zum Untergang der Stadt und seiner Flucht nach Westdeutschland. 
1946 kam Börschel beim Radio Frankfurt unter und leitete dessen Unterhaltungsorchester (später: Unterhaltungsorchester des Hessischen Rundfunks), das er mit aufgebaut hatte, bis 1962. Nach 1962 leitete er als freier Mitarbeiter die „Hessenmusikanten“, ein Ensemble des Hessischen Rundfunks. Er prägte Sendungen wie Boerschels Bunter Bilderbogen und den Frankfurter Wecker. Im Laufe seines Lebens produzierte er über 500 Musiktitel, die er zumeist selbst arrangierte. Nach 1972 lebte er als Pensionär in Plön in Schleswig-Holstein.

## Werke
Kompositionen
- Interludium (1960) für Streichorchester
- Miniaturen für Oboe und Orchester
- Piano Festival für 2 Klaviere
- Ostpreußenland für Gesang und Klavier
- Rosalinde für Gesang und Klavier oder Salonorchester
- Turnierwalzer für großes Orchester
- Waschbrett-Polka für Blasmusik
- Wiener Moment für Klavier
- Wiener Stadtwache, Marsch für Blasmusik

Einspielungen (Auswahl)
- Leb wohl, Hawai, Foxtrot (Towers), Erich Börschel mit seinem Orchester; Gesang: Die vier Belcantos. Telefunken M 6148 (mx. 20 331), aufgen. 1935[8]
- Du sollst mein Glücksstern sein (You Are My Lucky Star), Foxtrot (N. H. Brown). Erich Börschel mit seinem Orchester. Telefunken M 6240 (mx. 21 076), aufgen. 1936[9]
- Malola. Foxtrot (Mabel Wayne). Erich Börschel mit seinem Orchester. Telefunken M 6240 (mx. 21 077), aufgen. 1936[10]
- Babarabmbu. Foxtrot (Igelhoff). Erich Börschel mit seinem Orchester. Telefunken M 6248 (mx. 21 125), aufgen. 1936[11]
- Wenn die Glocken läuten. Lied und Foxtrott (Olias - Wallnau). Erich Börschel mit seinem Orchester mit Refraingesang (= Eric Helgar). Telefunken Musikus M 6334 (mx. 21 749), aufgen. Berlin, 1937[12]
- Aus gutem Grund (ist Juno rund!). Swingfox. Text und Musik von Just Scheu. Bully Buhlan mit dem Orchester Erich Börschel. Juno Schall (Werbeplatte für Zigarettenmarke) o. Nr., Matrizennummer: 022, aufgen. Berlin, ca. 1949/50[13]
- Spatzenkonzert. Foxtrot-Intermezzo (Musik: Erich Börschel, Text: Peter Igelhoff) Electrola E.G. 6374 (mx. ORA 2986-II) "Die Goldene Sieben" und ihr Orchester. Refraingesang: Peter Igelhoff. Aufgen. Berlin, 25. Mai 1938[14]